# Imma macrochorda
Imma macrochorda är en fjärilsart som beskrevs av Diakonoff 1967. Imma macrochorda ingår i släktet Imma och familjen Immidae. Inga underarter finns listade i Catalogue of Life.